# Leśmierz (gmina)
Leśmierz (do 1868 Boczki) – dawna gmina wiejska istniejąca w latach 1868–1954 w woj. łódzkim. Siedzibą władz gminy był Leśmierz.
Gmina Leśmierz powstała za Królestwa Polskiego w 1868 roku w powiecie łęczyckim w guberni kaliskiej z obszaru dotychczasowej gminy Boczki.
W okresie międzywojennym gmina Leśmierz należała do powiatu łęczyckiego w woj. łódzkim. Po wojnie gmina zachowała przynależność administracyjną. Według stanu z dnia 1 lipca 1952 roku gmina składała się z 20 gromad: Boczki, Borki, Cedrowice, Celestynów, Czerchów, Dzierzbiętów, Gębice, Helenów, Karsznice, Konary, Leśmierz, Maszkowice, Miasto-Ogród-Sokolniki, Modlna, Ostrów, Parzyce, Sierpów, Skotniki, Sokolniki i Tymienica.
Jednostka została zniesiona 29 września 1954 roku wraz z reformą wprowadzającą gromady w miejsce gmin. Po reaktywowaniu gmin z dniem 1 stycznia 1973 roku gminy Leśmierz nie przywrócono, a jej dawny obszar wszedł głównie w skład gminy Ozorków.